# Omopyge zavattarii
Omopyge zavattarii är en mångfotingart som beskrevs av Manfredi 1941. Omopyge zavattarii ingår i släktet Omopyge och familjen Odontopygidae. Inga underarter finns listade i Catalogue of Life.